# 용정초등학교 (충남)
용정초등학교는 대한민국 충청남도 천안시 동남구에 있는 공립 초등학교이다.

## 학교 연혁
- 1949년 10월 1일: 설립인가
- 1955년 5월 2일: 개교
- 2020년 1월 3일: 제66회 12명 졸업

## 참고 자료
- 용정초등학교 - 한국교육학술정보원 학교알리미